# 胡同 (电视剧)
《胡同》是一部2022年中国大陆电视剧。该剧由付宁编剧并执导，分为三个篇章。第一篇章由赵露思、侯明昊主演，第二篇章由蔡文静、刘欢主演，第三篇章由关晓彤、林一主演。该剧于2021年6月14日开机，同年9月13日杀青。于2022年9月25日在央视八套黄金档首播，芒果TV、腾讯视频同步更新。

## 篇章
央视八套播出顺序：

| 篇章     | 简介           | 集数    | 集数    | 上線日期      | 上線日期      |
| -------- | -------------- | ------- | ------- | ------------- | ------------- |
| 第一篇章 | 背景设定1950年 | 1-14集  | 1-14集  | 2022年9月25日 | 2022年9月25日 |
| 第二篇章 | 背景设定1980年 | 15-27集 | 15-27集 | 2022年9月29日 | 2022年9月29日 |
| 第三篇章 | 背景设定2019年 | 28-36集 | 28-36集 | 2022年10月4日 | 2022年10月4日 |

## 演员表

### 第一篇章
| 演員   | 角色         | 介紹 |
| 赵露思 | 田枣         | (18歲)她的父亲被韩庆奎联合官府杀害，母亲一气之下病死了，她便成了孤儿。第一代居委会主任 |
| 侯明昊 | 铁蛋         | (20歳)本名：孙铁，和田枣是青梅竹马一起长大的小恋人，铁蛋是田枣父亲所收的徒弟(练跤教徒弟的跤师)。曾被怀疑其为国民党潜伏要员在共产党内作特别任务(卧底)，实际情况是身为共产黨特务的他，潜伏在国民党內搜索情報，抓获了将要暗杀政要人物的杀手。            |
| 朱銳   | 李紅纓       | 林征的未婚妻，街政府负责人。 |
| 唐曾   | 林征         | 李红櫻的未婚夫，警察分局局长。 |
| 徐子恩 | 煤核(孔建國) | 有个亲姐姐为了生病的母亲，把自己卖进妓院，从此煤核就跟着大姐般的田枣一起生活，与眾孤儿们一起捡垃圾收瓶子卖钱和偷取米粒从运米车的米袋來卖钱吃饭。 政府後來为那些孤儿们找出路，让老師教他们读书写字读政策措施，而「孔建国」便是扫盲班老師为他改名为之。 |
| 鮑丹   | 春喜         | 为了生病的母亲，不得已才把自己卖到妓院，她有个弟弟叫煤核(接受教育後正名：孔建國)。後来政府查封妓院，就是要把那些受苦受难的姐妹们从火坑中解救出來，让她们接受教育、集中改造和能够从新做人，将来参加祖国的建设，成为新中国的主人。                      |
| 王胤竣 | 大勇         | 在第10集☞参军当兵上战场志愿军☜ |
| 孙皓越 | 索谦         | 喜欢春喜，一直想攢钱给她赎身。想娶她，想和她和煤核组织一个家庭。现任区抗美援朝宣传组☞负责画抗美援朝宣传画与标语☜ |
| 远巡   | 秦德富       | 前国民党潜伏在共产党的特务，随时向上線报告情况。是田枣很讨厌的人，因她父亲不给保护费而被韩庆奎报官捉拿，而秦德富曾逼迫其认罪，最後死在监狱里。 |
| 扈耀之 | 吳峰         | |
| 迟帅   | 僮筱亭       | |
| 王新   | 高志遠       | |
| 周显欣 | 李大嬸       | |
| 杨志雯 | 李秀兰       | |
| 蔡文靜 | 曉敏         | |
| 刘欢   | 林卫東       | |
| 林悦   | 关晓彤       | |
| 林一   | 欧阳輝       | |

### 第二篇章
| 演員       | 角色         | 介紹                                                                         |
| 蔡文静     | 孙晓敏       | 孙铁和田枣的女儿，第二代居委会主任                                           |
| 刘佳(1960) | 田枣(中年)   |                                                                              |
| 张衣       | 林卫民       | 林卫民是林卫东的哥哥，毕业于人大中文系，现在是“春芽月刊”的编辑，他也爱写诗。 |
| 刘欢       | 林卫东       | 林卫东是林卫民的弟弟，他爱疯爱玩，经常去舞厅跳舞。                           |
| [[]]       | 小强子       | 李秀兰的小儿子                                                               |
| 宋美洁     | 娟子         | 李秀兰的女儿                                                                 |
| 刘亭作     | 豁子(索蓝旗) | 索谦的儿子                                                                   |
| 吴刚       | 林征(中年)   | 他与李红纓婚後養育了两个儿子                                                 |
| 陈瑾       | 李紅纓(中年) | 有兩个儿子：长子林卫民、次子林卫东。                                         |
| 巫刚       | 铁蛋(中年)   |                                                                              |
| 錢波       | 索謙         |                                                                              |
| 连奕名     | 洪哥         |                                                                              |

### 第三篇章
| 演員   | 角色       | 介紹             |
| 关晓彤 | 林悦       | 第三代居委会主任 |
| 林一   | 欧阳辉     |                  |
| 蔡文静 | 孙晓敏     | 第二代居委会主任 |
| 刘欢   | 林卫东     |                  |
| 刘佳   | 田枣(老年) |                  |
| 李浩菲 | 丁丁       |                  |
| 劉迅   | 韓毅       |                  |
| 吴彦姝 | 郝奶奶     |                  |

## 电视剧原声带
| 曲序 | 曲目                 | 演唱者 |
| ---- | -------------------- | ------ |
| 1.   | 幸福满怀（主题曲）   | 关晓彤 |
| 2.   | 偶遇成詩（插曲）     | 马伊丽 |
| 3.   | 亲爱的祖国（片尾曲） | 师鵬   |
| 4.   | 胡同里（片尾曲）     | 刘欢   |

## 播出时间
| 頻道     | 所在地   | 播映日期       | 播出時間                        | 備註                                        |
| 央视八套 | 中国大陆 | 2022年9月25日- | 19时30分                        | 每日3集                                     |
| 芒果TV   | 中国大陆 | 2022年9月25日- | 19时30分（会员） 22时（非会员） | 会员每日3集，首更6集 非会员每日1集，首更3集 |
| 腾讯视频 | 中国大陆 | 2022年9月25日- | 19时30分（会员） 22时（非会员） | 会员每日3集，首更6集 非会员每日1集，首更3集 |